# 素直に言えなくて
「素直に言えなくて」（すなおにいえなくて）は、ZARDの45作目のシングル。元は2枚目のシングル「不思議ね…」のカップリングに収録された曲で、坂井泉水が初めて作曲した楽曲である。

## 概要
- 初回限定盤（JBCJ-6013）と通常盤（JBCJ-6014）の2種リリース。
- 生前坂井泉水がリアレンジを求めていたと言われる楽曲で、三回忌を迎えるにあたりリリースが決定した。シングルの表題曲で坂井泉水作曲になるのは初めてである。
- 初回盤はDVD付きで、2008年に国立代々木競技場第一体育館で行われた一周忌追悼ライブから「あの微笑みを忘れないで」の映像を収録。また、初回盤と通常盤ではジャケットが異なる。
- シングル45作目にして初めて、表題曲、カップリングともにノンタイアップとなる作品である。
- オリコン・週間シングルチャートでは5位を獲得し、シングルTOP10獲得数が43作となった[1]。
- 現在のところ、ZARD名義で発売された最後のシングルとなっている。

## 収録曲
1. 素直に言えなくて 〜featuring Mai Kuraki〜
作詞・作曲：坂井泉水
編曲：岡本仁志
  - 2007年と2008年に行われた追悼公演でも披露された楽曲。コーラスに倉木麻衣が参加。
2. Hypnosis
作詞：坂井泉水
作曲・編曲：岡本仁志
  - 28thシングル「MIND GAMES」のカップリングに収録された楽曲であり、リアレンジされている。本作はいくつかのヴァージョンが存在し、ZARD SINGLE COLLECTION 〜20th ANNIVERSARY〜とZARD Premium Box 1991-2008 Complete Single Collectionでのヴァージョンではキーが違うが、今回はZARD SINGLE COLLECTION 〜20th ANNIVERSARY〜と同じキーとなっている。
3. 素直に言えなくて (Instrumental)
4. Hypnosis (Instrumental)

### DVD（初回限定盤のみ）
1. あの微笑みを忘れないで（追悼ライブ『What a beautiful memory 2008』より　2008.5.27 国立代々木競技場第一体育館）

## 楽曲の収録アルバム
素直に言えなくて 〜featuring Mai Kuraki〜
- ZARD SINGLE COLLECTION 〜20th ANNIVERSARY〜
- ZARD Forever Best 〜25th Anniversary〜

Hypnosis
- ZARD SINGLE COLLECTION 〜20th ANNIVERSARY〜